# Cilicaea calcarifera
Cilicaea calcarifera là một loài chân đều trong họ Sphaeromatidae. Loài này được Harrison & Holdich miêu tả khoa học năm 1984.